# Opera della regalità di N.S.G.C.
L'Opera della regalità di Nostro Signore Gesù Cristo, in breve Opera della regalità di N.S.G.C. è un'associazione riconosciuta dalla Conferenza Episcopale Italiana.

## Origine
La prima idea di Opera della regalità di Nostro Signore Gesù Cristo venne elaborata nel 1926 da Agostino Gemelli e da Armida Barelli, fondatori dell'Università Cattolica di Milano. L'Opera nasce ufficialmente nel 1929 a Milano, in seguito alla pubblicazione dell'enciclica Quas primas e alla programmazione della festa della Regalità di Cristo.

## Nascita dell'Associazione
Il 18 novembre 2004 viene costituita, sempre a Milano, in Associazione Opera della Regalità di N.S.G.C. (spesso abbreviata in O.R.). Diviene "Associazione di fedeli" con l'approvazione dello statuto nel 2007 dal Consiglio permanente della Conferenza episcopale italiana, è aperta a tutti sia laici sia consacrati.

Le attività dell'associazione si svolgono sul territorio nazionale italiano, in raccordo con le Chiese locali (parrocchie - diocesi - Regione). L'Opera della Regalità promuove occasioni di formazione, riflessione, preghiera, approfondimento spirituale.

## Rivista
L'Opera della Regalità pubblica per i suoi soci Adveniat, rivista a cadenza trimestrale, nata nel 1948 e con sede a Milano presso l'associazione. Direttrice della rivista è la giornalista Marisa Sfondrini.